# Parafia św. Jerzego w Puńcowie
Parafia św. Jerzego w Puńcowie – parafia rzymskokatolicka w Puńcowie znajdująca się w dekanacie Goleszów diecezji bielsko-żywieckiej. W 2005 zamieszkiwało ją ponad 1000 katolików.
Początki parafii są słabo poznane. Nie jest wymieniona w spisie dziesięcin biskupów wrocławskich z 1335 r. W 1518 r. na miejsce dawnego drewnianego kościoła powstał murowy. Później, na polecenie księcia cieszyńskiego Wacława III Adama, został przekazany ewangelikom. Syn Wacława Adama, Adam Wacław zwrócił parafię katolikom.
W 1637 r. parafia liczyła około 60 wiernych. Za czasów proboszcza Mateusza Malisza, w 1719 r. w Puńcowie było 200 katolików (ewangelików było w tym czasie 152).
Parafia oprócz samego Puńcowa obejmowała także sąsiednie wioski: Dzięgielów i Kojkowice. Po podziale Śląska Cieszyńskiego w 1920 roku między Polskę a Czechosłowację ta druga miejscowość znalazła się po czeskiej stronie i została włączona do parafii w Końskiej.
Księgi metrykalne w parafii prowadzone są już od XVII wieku. Księgi chrztów prowadzono od 1666 roku, ślubów od 1676 roku, a zgonów od 1680 roku. Prowadzono je po łacinie, od lat 70. XVIII wieku w języku niemieckim. Do połowy XIX wieku w księgach metrykalnych odnotowywano również chrzty, śluby i zgony protestantów.

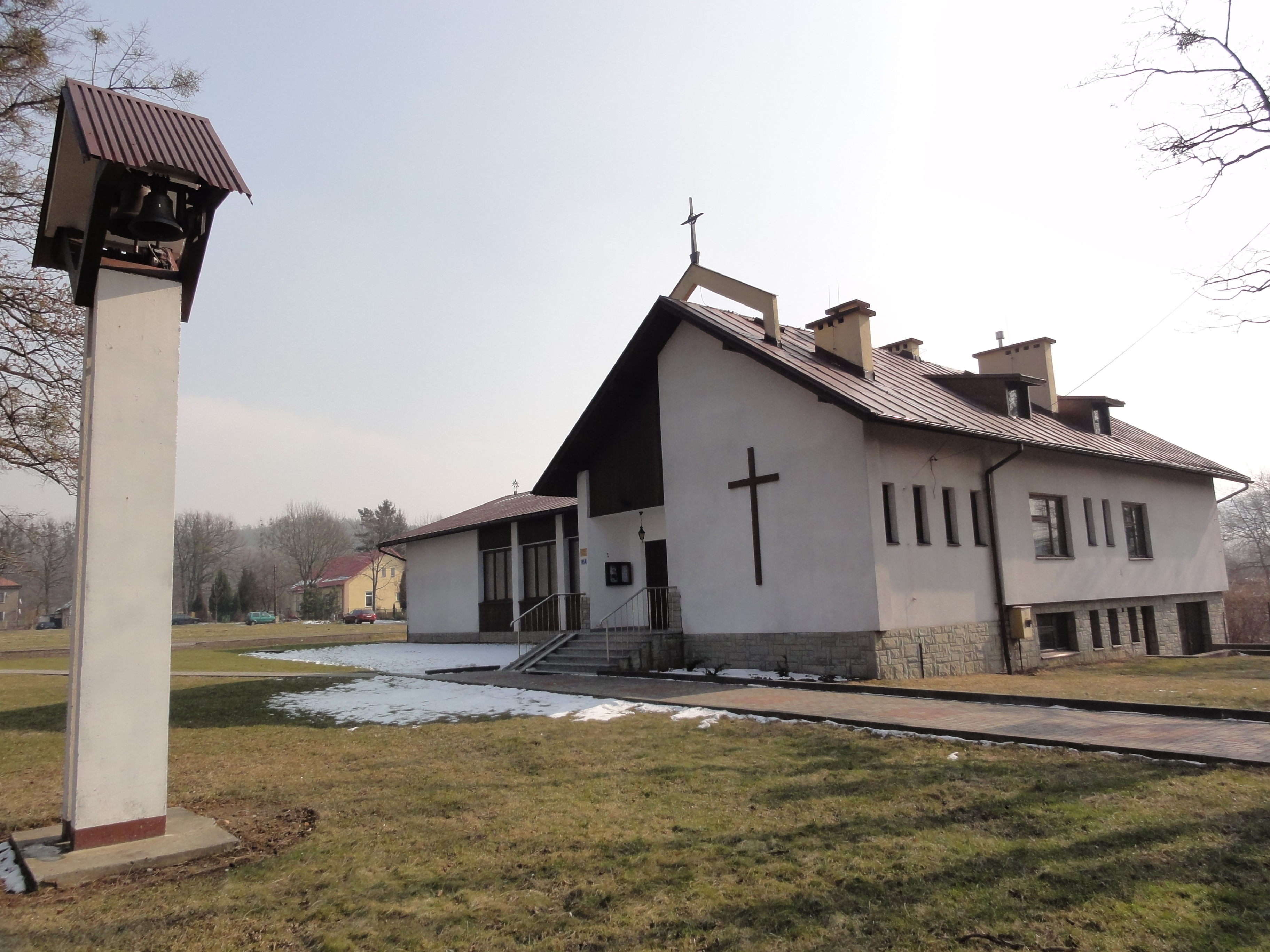
Kaplica filialna w Dzięgielowie